# Litwin József
Litwin József (Miskolc, 1953. január 18.  – Miskolc, 2017. július 12.) magyar iparművész, többek között a miskolci utcabútor-család tervezője.

## Életpályája
1971-ben gépésztechnikus lett, és ezután a Diósgyőri Gépgyárban dolgozott lakatosként, majd szerszámszerkesztőként. 1982-ben végzett az Iparművészeti Főiskola ipari formatervező szakán. 1985-ben és 2011-ben formatervezési nívódíjat kapott. 1983–1990 között építészkollektíva formatervező tagjaként utcabútor tervekkel országos pályázatot nyert.

## Ismert alkotásai
- Konzolos óra, Villanyrendőr
- Nagykandeláberek
- Konzolos lámpák
- Szerelmesek hídjának korlátja a Szinva terasznál
- Royal-közi hídkorlát
- Villamosmegálló-táblák

### Galéria

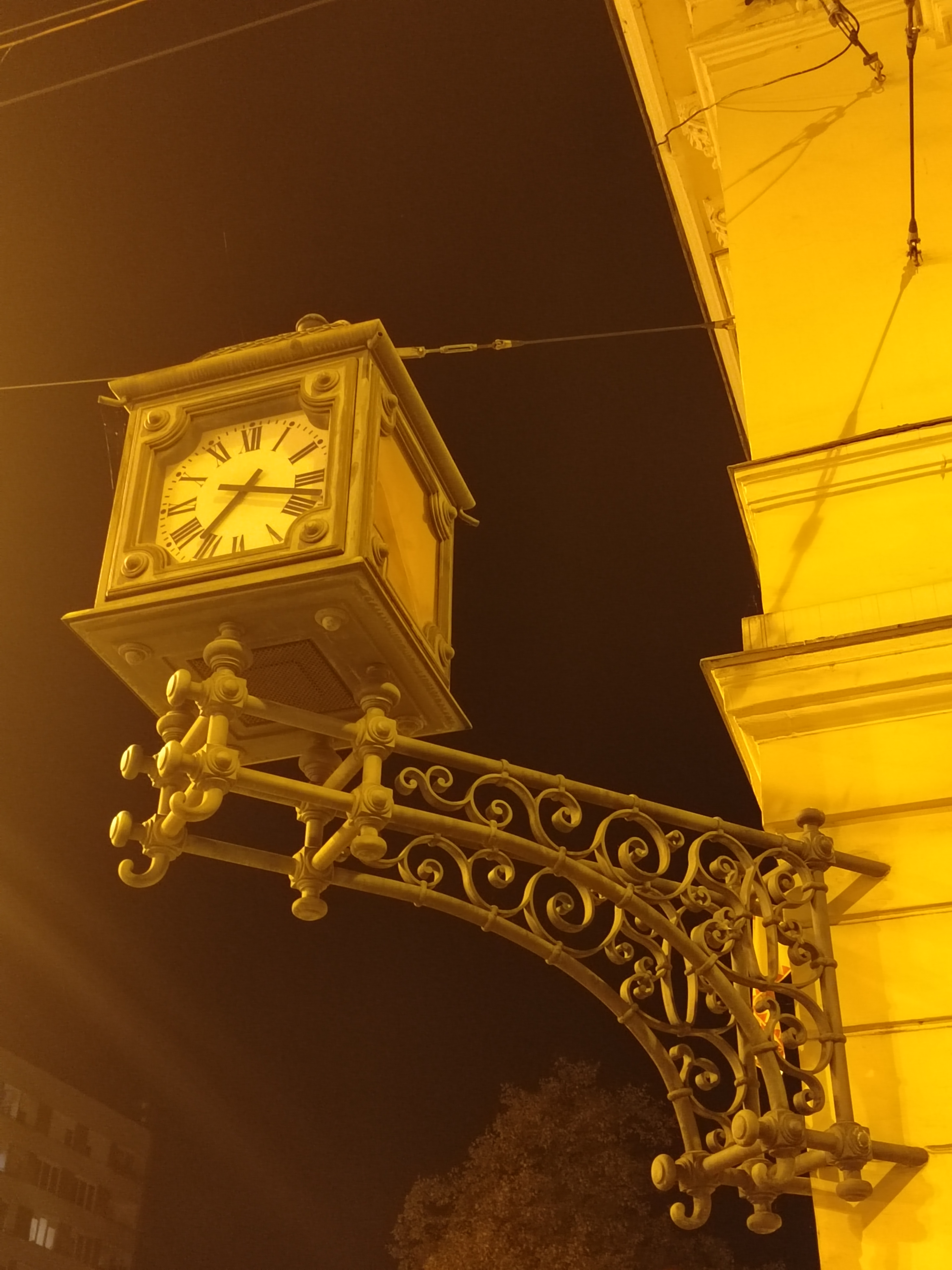
Konzolos óra a Villanyrendőrnél
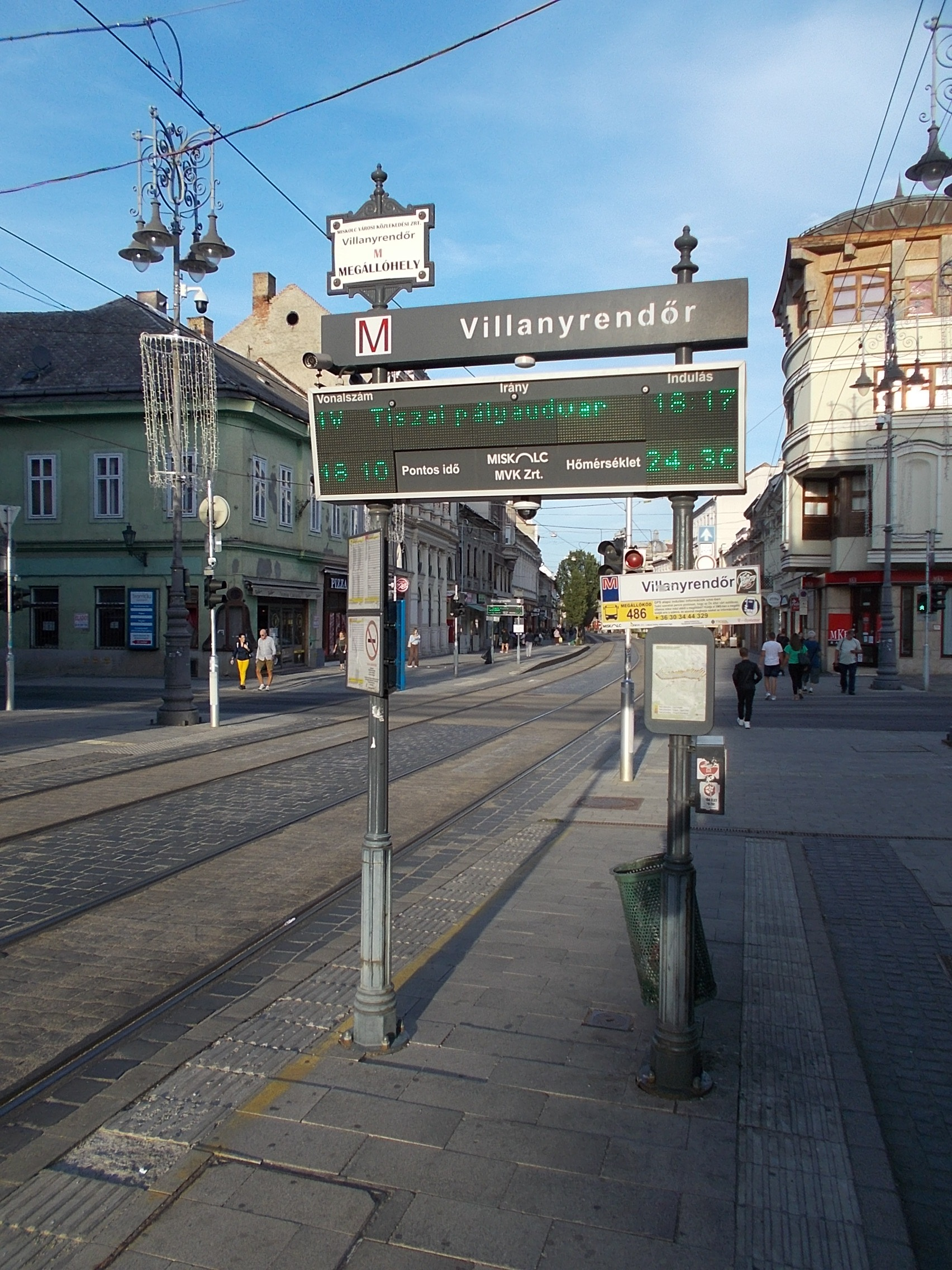
Villamosmegálló-tábla és kandeláberek
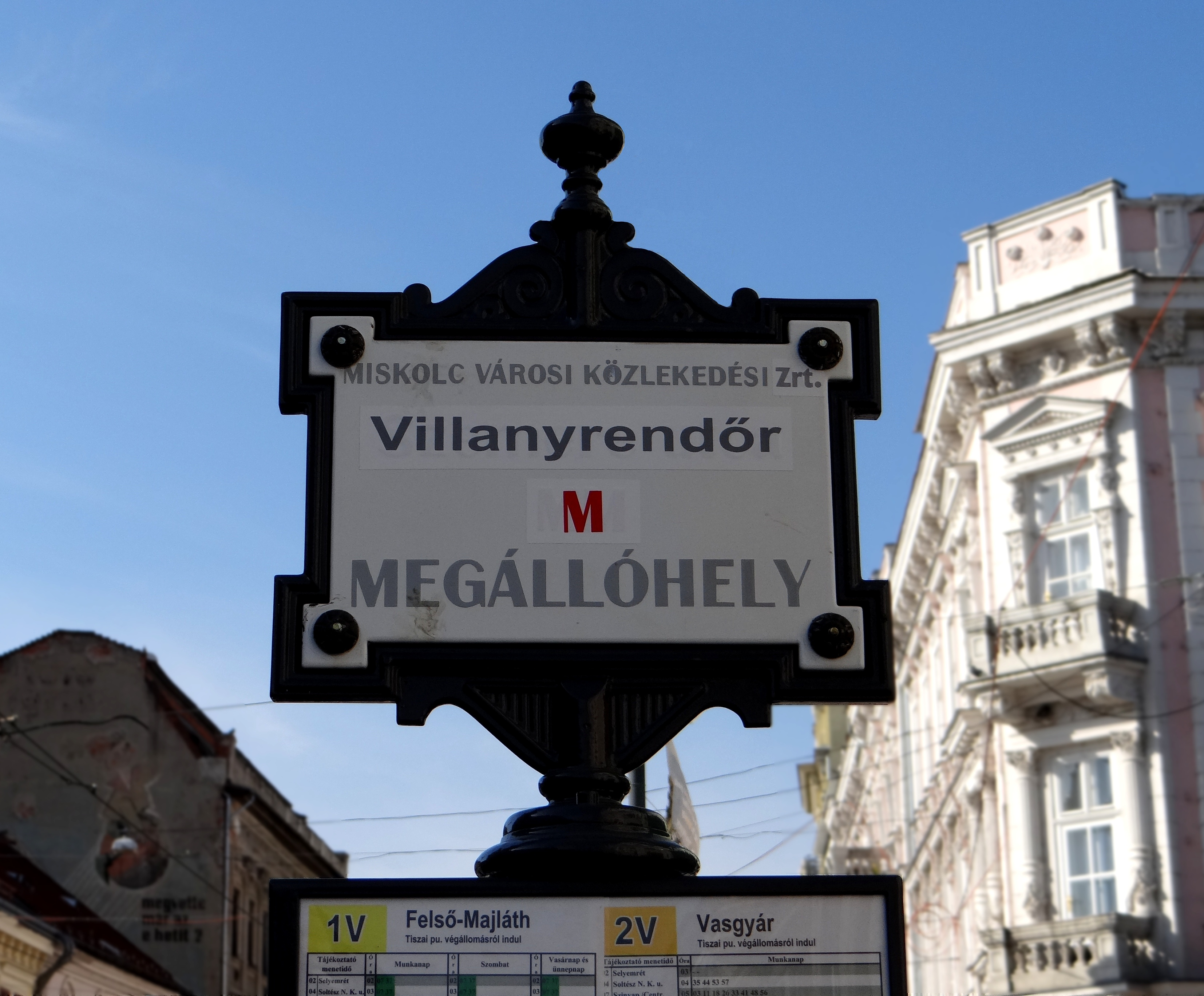
Tábla
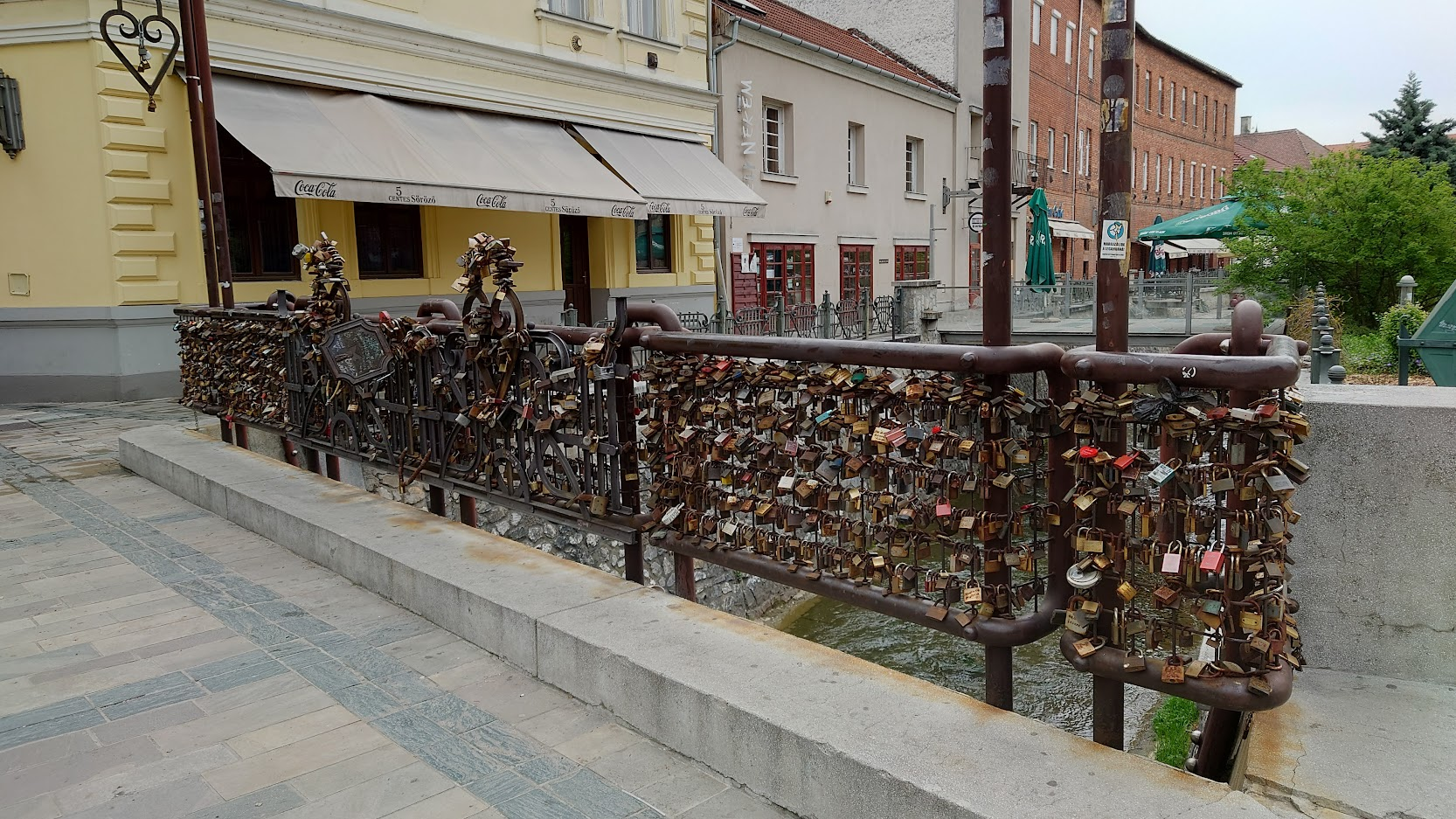
A Szerelmesek hídja a Szinva terasznál
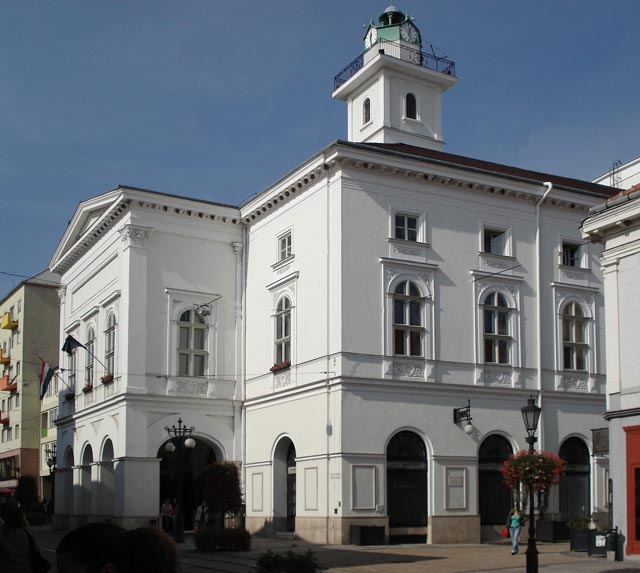
Virágtartós kandeláber a színház mellett
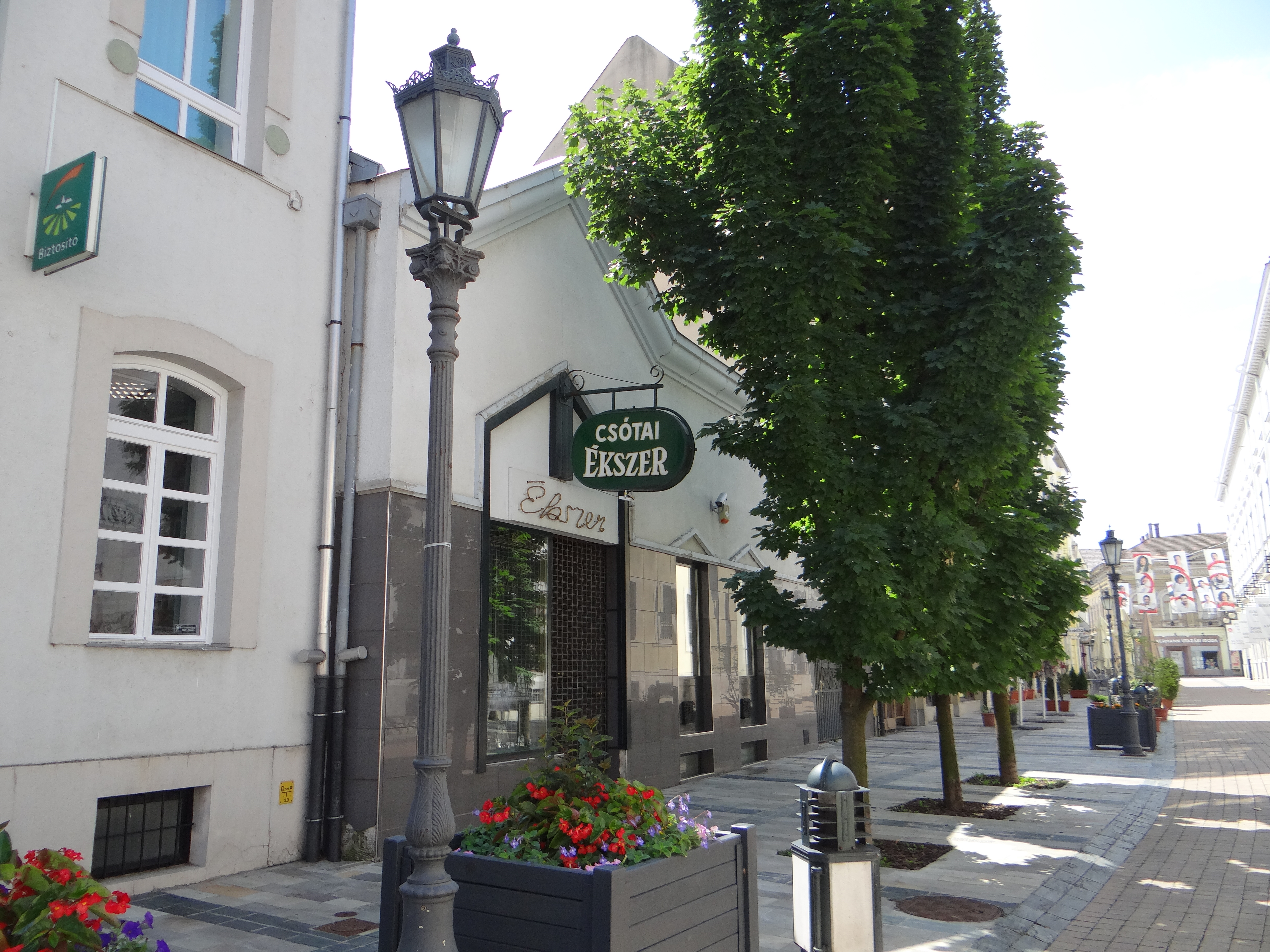
Déryné utcai kandeláber
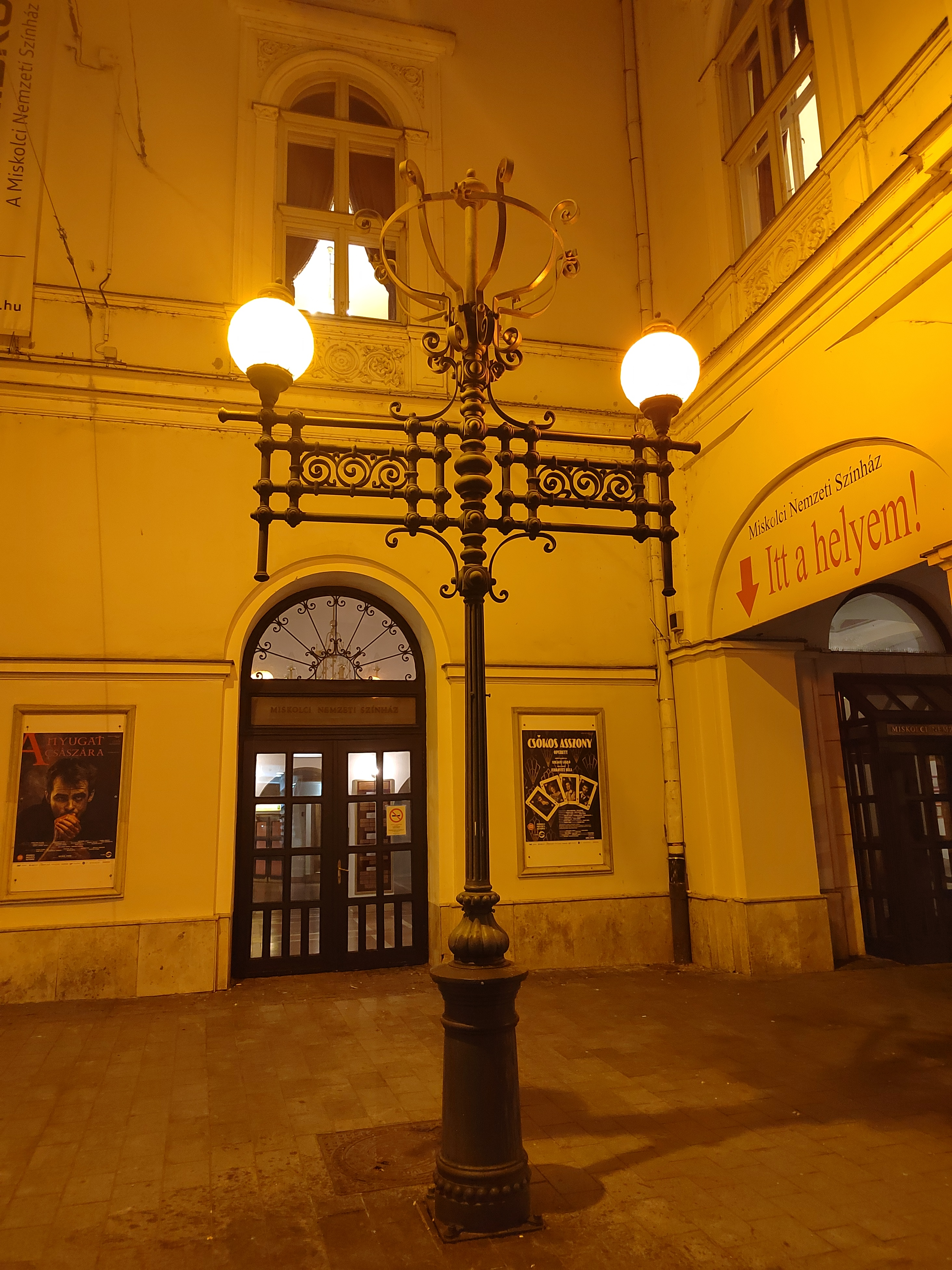
Kandeláber a színház előtt
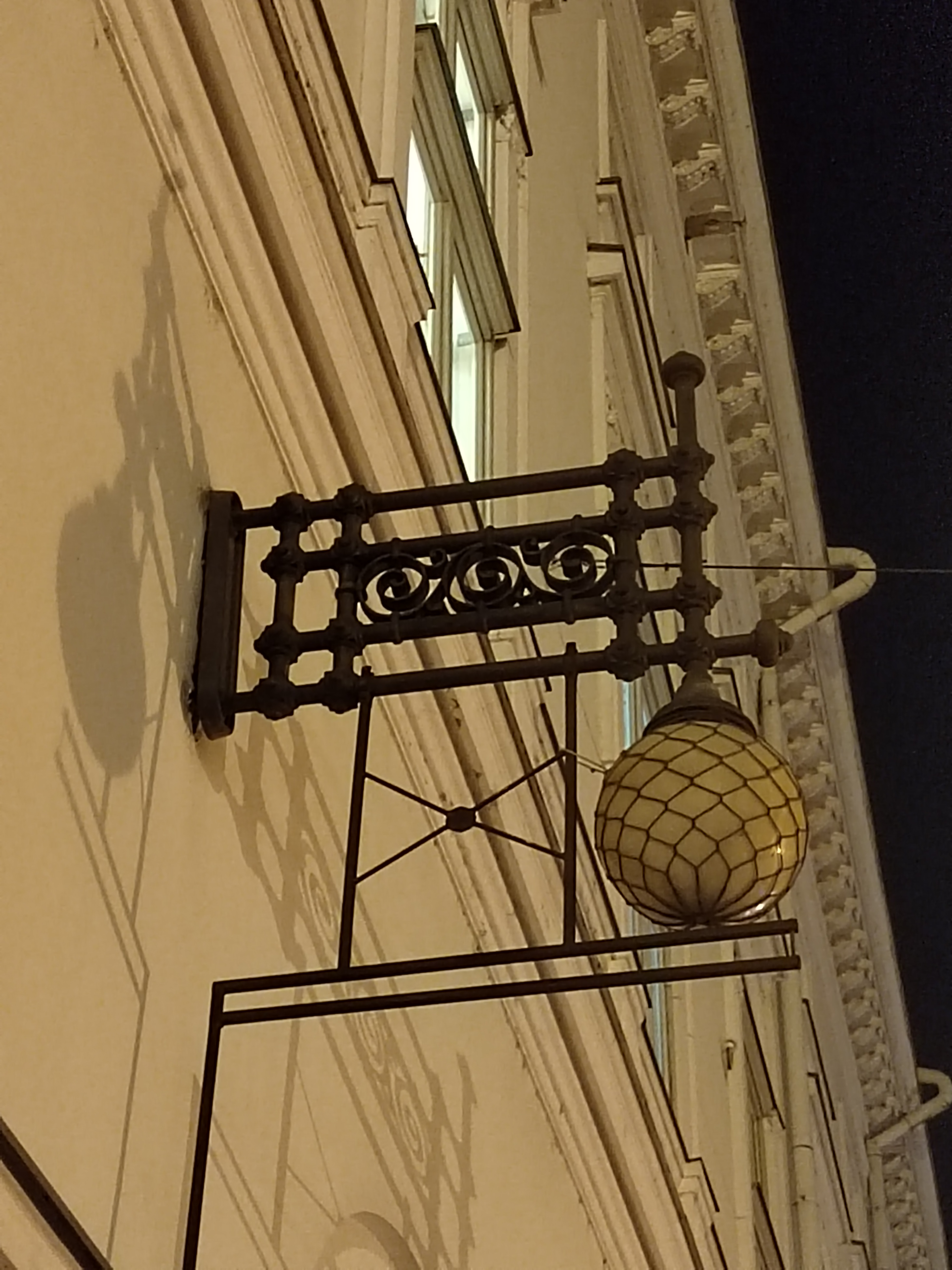
Konzolos lámpa a színház Déryné utcai frontján